# WALK (CHAGE and ASKAの曲)
「WALK」（ウォーク）は、チャゲ&飛鳥（現：CHAGE and ASKA）の楽曲。自身の23作目のシングルとして、ポニーキャニオンから1989年3月8日に発売された。
本作と次作「LOVE SONG」は、1992年3月25日にCHAGE&ASKA名義で再発売されている。

## 背景
「チャゲ&飛鳥」名義で発売された最後のシングル作品で、デビュー10周年となる1989年8月25日発売されたオリジナル・アルバム『PRIDE』の先行シングルとなっている:384。

## 批評
飛鳥（現：ASKA）は、自分達の時期になれば世の中をとらえる自信があり、そのためにも「良い作品」を作って歌わなければならないことを公言している。本作もヒットが目的ではなく、良い作品を歌ってると評価されることが目的であった。また、飛鳥は表題曲の長さが6分ほどあるため、シングル向きではないと批評している:384。

## 収録曲
| #         | タイトル                             | 作詞      | 作曲      | 編曲               | 時間  |
| --------- | ------------------------------------ | --------- | --------- | ------------------ | ----- |
| 1.        | 「WALK」                             | 飛鳥涼    | 飛鳥涼    | 飛鳥涼、BLACK EYES | 6:00  |
| 2.        | 「抱いたメモリー -as time goes by-」 | 澤地隆    | CHAGE     | 村上啓介           | 5:09  |
| 合計時間: | 合計時間:                            | 合計時間: | 合計時間: | 合計時間:          | 11:09 |

| #         | タイトル                             | 作詞      | 作曲      | 編曲               | 時間  |
| --------- | ------------------------------------ | --------- | --------- | ------------------ | ----- |
| 1.        | 「WALK」                             | 飛鳥涼    | 飛鳥涼    | 飛鳥涼、BLACK EYES | 6:00  |
| 2.        | 「抱いたメモリー -as time goes by-」 | 澤地隆    | CHAGE     | 村上啓介           | 5:10  |
| 3.        | 「WALK （オリジナル・カラオケ）」    | -         | 飛鳥涼    | 飛鳥涼、BLACK EYES | 5:59  |
| 合計時間: | 合計時間:                            | 合計時間: | 合計時間: | 合計時間:          | 17:09 |

## 楽曲解説
1. WALK
SUBARU 「VIVIO」CMソング[注釈 4]。
チャゲ（現：Chage）は、本楽曲を好きであることを公言しており、ライブで歌っていても歌の中の世界観に引き込まれていくことを評価している[4]:386。
ミュージック・ビデオでは、チャゲと飛鳥の背景に開通前の横浜ベイブリッジが映っている場面がある[6]。
1992年盤ではベストアルバム『SUPER BEST II』に収録のリミックスバージョンで収録されている。
2. 抱いたメモリー -as time goes by-
その後にリリースされたアルバムには本曲は収録されず、またシングル自体も廃盤になったため、しばらくは入手困難な状態が続いていたが、2009年8月25日より各大手配信サイトにて楽曲の配信が開始された為、両曲共に視聴、入手は容易となった。
3. WALK （オリジナル・カラオケ）
1992年盤のみ収録。

## 参加ミュージシャン
- チャゲ：ボーカル、コーラス
- 飛鳥：ボーカル、コーラス
- 菅沼孝三：ドラムス
- 惠美直也：ベース
- 澤近泰輔：キーボード
- 十川知司：キーボード
- 近藤敬三：ギター
- 村上啓介：ギター

## 収録アルバム
国内盤
- PRIDE (#1)
- THE STORY of BALLAD (#1)※曲の最後に新たなパートが追加されている
- SUPER BEST II (#1)※リミックス・ヴァージョン
- SUPER BEST BOX SINGLE HISTORY 1979-1994 AND Snow Mail (#1)※リミックス・ヴァージョン
- CHAGE&ASKA VERY BEST ROLL OVER 20TH (#1)※リミックス・ヴァージョン
- STAMP (#1)※セルフカバー

海外盤
- THE BEST (#1)※リミックス・ヴァージョン
- Asian Communications Best (#1)※リミックス・ヴァージョン

## カバー作品
WALK
- ウェンディ・マシューズ（Wendy Matthews） （1996年、トリビュート・アルバム『one voice THE SONGS OF CHAGE&ASKA』）

## 『WALK』(映像作品)
『WALK』は、CHAGE&ASUKA（現：CHAGE and ASKA）の映像作品。1989年3月21日にVHSで、4月21日にLDで、2020年5月27日にDVDで発売された。VHS、LDはポニーキャニオンから、DVDはヤマハミュージックコミュニケーションズから発売。

### 概要
本作は、1988年に行われたコンサートツアー「X'mas Special'88」のライブ映像、『WALK』の制作過程などが収録されている。
このコンサートで披露された新曲「憧れ」は、本作のみに収録されており、現在に至るまで音源化はされていない。

### 収録曲
1. ロマンシングヤード
作詞：秋谷銀四郎　作曲：CHAGE
2. Love Affair
作詞・作曲：飛鳥涼
3. LONDON POWER TOWN
作詞・作曲：飛鳥涼
4. ラプソディ
作詞・作曲：飛鳥涼
5. 恋人はワイン色
作詞・作曲：飛鳥涼
6. Trip
作詞・作曲：飛鳥涼
7. レノンのミスキャスト
作詞：澤地隆　作曲：CHAGE
8. 伝わりますか
作詞・作曲：飛鳥涼
9. Far Away
作詞・作曲：飛鳥涼
10. モーニングムーン
作詞・作曲：飛鳥涼
11. SLOW DOWN
作詞：澤地隆　作曲：CHAGE
12. Energy
作詞・作曲：飛鳥涼
13. ripple ring
作詞：CHAGE&ASUKA　作曲：CHAGE
14. 憧れ (未音源化)
作詞・作曲：飛鳥涼
15. WALK (MV)
作詞・作曲：飛鳥涼